# 楊通達
楊通達（英語：Yeung Tung-tat，1984年—），現任財政司司長政治助理，曾任財政司司長私人辦公室項目主任及高級研究員。

## 簡歷
楊通達2017年加入財政司司長私人辦公室任項目主任，2020年起轉任高級研究員至今。加入政府前，曾任職報社及電台記者。他擁有香港浸會大學傳理學社會科學（新聞主修）學士學位，以及英國華威大學公共政策文學碩士學位。